# Quechua de Margos-Yarowilca-Lauricocha
El quechua de Margos-Yarowilca-Lauricocha o del Alto Marañón es una variedad de las lenguas quechuas hablada por aproximadamente 114000 personasen la región suroeste del departamento peruano de Huánuco, específicamente en las provincias de Yarowilca, Lauricocha y los distritos de Margos y Yacus de la provincia de Huánuco.  Pertenece a la rama Quechua I y forma parte un conjunto dialectal intermedio entre el quechua ancashino y el quechua yaru.
El Instituto Lingüístico de Verano viene estudiando esta lengua desde el año 1984.
| Número | Glosa   |
| ------ | ------- |
| 1      | Huk     |
| 2      | Ishkay  |
| 3      | Kimsa   |
| 4      | Chusku  |
| 5      | Pitsqa  |
| 6      | Suqta   |
| 7      | Qanchis |
| 8      | Pusaq   |
| 9      | Isqun   |
| 10     | Chunka  |
| 100    | Pachak  |
| 1.000  | Waranqa |